# Oleg Lavrentiev
Oleg Alexandrovitch Lavrentiev (en russe : Оле́г Алекса́ндрович Лавре́нтьев), né le 7 juillet 1926 à Pskov en Russie et mort le 10 février 2011 à Kharkiv en Ukraine, est un physicien soviétique ayant contribué à la recherche sur la fusion thermonucléaire.

## Biographie
Oleg Lavrentiev est né dans une famille issue de paysans. Son père Alexandre était ouvrier et sa mère Alexandra, infirmière.
En 1944, il s’engage dans l’Armée rouge et part au front comme artilleur. De 1945 à 1950, il est envoyé en garnison sur l’île de Sakhaline où il décrit le fonctionnement d'une arme thermonucléaire et a l’idée originale d’une énergie électrique issue d’une fusion nucléaire produite au sein d’un tore qui conduira à l’invention du tokamak par les physiciens Igor Tamm et Andreï Sakharov.
En 1950, il entre à l'Université d'État de Moscou où il va passer ses diplômes. En 1956, il occupe un poste à l'institut de physique de Kharkov où il soutient sa thèse sur les pièges électromagnétiques et travaille sur le confinement magnétique.

## Distinctions
- Prix Kirill Sinelnikov (en) de l'Académie nationale des sciences d'Ukraine en 2004.